# Ludwig von Jolly
Ludwig von Jolly, född 12 mars 1843 i Heidelberg, död 30 juli 1905 i Tübingen, var en tysk rättslärd. Han var son till Philipp von Jolly.
von Jolly var sedan 1874 professor i stats- och förvaltningsrätt i Tübingen.